# Consultation médicale

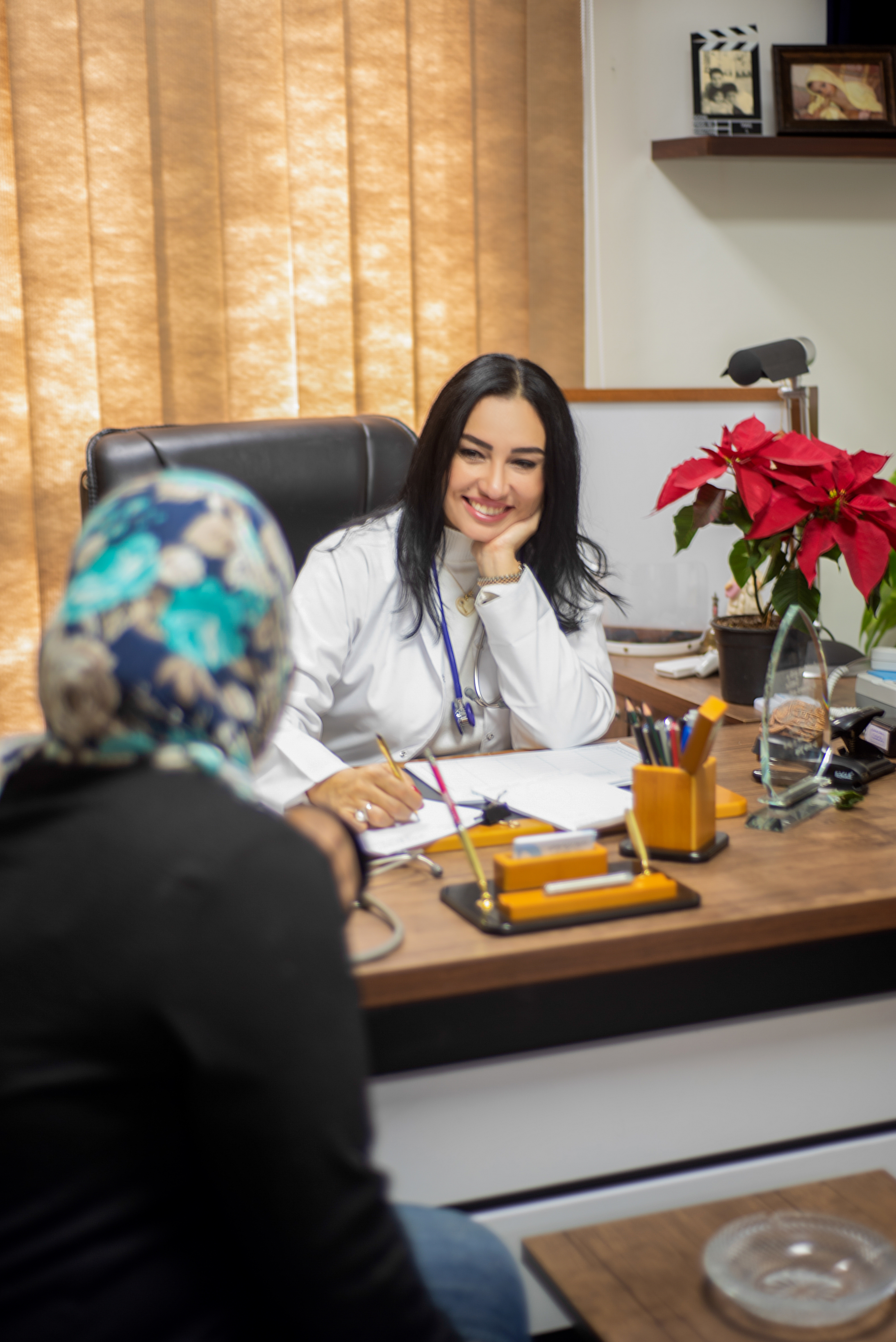
Consultation médicale dans le cabinet d'une pneumologue en Égypte.

Une consultation médicale est définie par la rencontre, le plus souvent dans le cadre d'un cabinet médical ou toute autre structure de soins, entre un médecin (généraliste ou spécialiste) et un patient. Par le moyen d'un entretien singulier, d'un examen clinique et de diverses techniques parfois instrumentales, elle vise à permettre au médecin d'émettre un « avis sur les symptômes » du patient, d'établir un diagnostic, et généralement de « prodiguer des prescriptions » sous forme d'une ordonnance. Avec le développement du diagnostic à distance se pose la question du rôle de la communication de face-à-face dans la relation médecin-patient. La nouvelle anthroposémiotique française souligne le risque produit par l'analyse d'une consultation  comprise comme la simple recherche de signes cliniques dont la signification serait indexée à des protocoles et des références. Même quand les  Big data (données massives regroupées par l'informatique) synthétisent les corrélations observées entre symptômes et causes dans plusieurs pays, ils restent conditionnés par des processus de rationalisation. Or, bien que la  consultation en face à face soit professionnelle, elle reste une dynamique relationnelle médecin-patient qui permet de saisir la complexité des "signes-traces"du corps.

## Déroulement
La consultation médicale se déroule, généralement, de la manière suivante :
1. Accueil et constitution du dossier (identité, protection sociale…)
2. Interrogatoire du patient (motif de consultation, allergies, recueil des antécédents personnels et familiaux, activités professionnelles et quotidiennes)
3. Examen général (poids, taille, aspect cutané…)
4. Examen par organes, appareils et systèmes
5. Prescription d'examens complémentaires (si nécessaire)
6. Diagnostic
7. Prescription d'un traitement (ordonnance, geste technique...)

Si votre consultation fait suite à un événement médical (intervention chirurgicale, maladie aiguë... ), le praticien examinera les résultats d'examens d'imagerie médicale et d’analyses biologiques (examens de laboratoire) et tout document relatif au passé médical (compte-rendu de consultations chez un spécialiste, compte-rendu d’opération, dossier médical…).
Au XXIe siècle, le développement de l'e.santé a provoqué une révolution dans le domaine médical. Ce qui, comme tout progrès technique, présente des avantages et  des inconvénients. L'utilisation des données massives informatiques (Big data) et de l'Intelligence artificielle (IA) dans le domaine de la santé pose des questions déontologiques en ce qu'elle n'intègre pas suffisamment le respect du serment de confidentialité inscrit dans le serment d'Hippocrate.

## Remboursement

### En France
Les bénéficiaires de l'assurance maladie sont remboursés partiellement des frais de consultation. Certaines règles spéciales s'appliquent :
- les enfants de moins de 16 ans ;
- les personnes prises en charge à 100 %, bénéficiant de la prise en charge pour une "affection de longue durée" (ALD);
- les personnes relevant de la couverture maladie universelle complémentaire (CMUc).
- certains actes particuliers

## Sources